# Margaret Landon
Margaret Dorothea Mortenson, más conocida como Margaret Landon, nacida el 7 de septiembre de 1903 y fallecida el 4 de diciembre de 1993, fue una escritora estadounidense. Debe su fama sobre todo a su novela Ana y el rey de Siam, en la que cuenta la verdadera historia de Anna Leonowens, maestra británica en la corte del reino de Siam durante el siglo XIX. De esta novela se han realizado diversas adaptaciones cinematográficas y un musical de Broadway llamado El rey y yo.

## Biografía
Nació en Somers, en el estado de Wisconsin, en el seno de una familia metodista, que tenía tres hijas incluida Margaret. En 1921 la familia se trasladó Evanston, en el estado de Illinois. Asistió al Colegio de Wheaton en la localidad del mismo nombre en el estado de Illinois, donde se graduó en 1925. El siguiente año se dedicó a la enseñanza hasta que en 1927 se casó con Kenneth Landon, al que había conocido en el colegio. Un año más tarde van a Tailandia como misioneros presbiterianos.
Permanece en el país asiático diez años de 1927 hasta 1937, periodo en el que tiene tres hijos. En Tailandia, leyendo sobre la historia y las costumbres del país, conoce por primera vez la historia de Anne Leonowens. De regreso a Estados Unidos comienza a escribir artículos sobre ella.
En 1942 la familia se traslada a Washington D. C. porque el marido de Margaret se une al departamento de Estado de los Estados Unidos como experto en asuntos asiáticos. En esta labor Kenneth escribió diversos libros sobre el suroeste asiático.
En Washington tienen un cuarto hijo, Kenneth junior, que también fue escritor.
Margaret murió en Alexandria, en el estado de Virginia, a los noventa años de edad. Tenía trece nietos, uno de los cuales también es escritor.